# セルビアの日本語教育
セルビアの日本語教育（セルビア語: Образовање јапанског језика у Србији / Obrazovanje japanskog jezika u Srbiji、英語: Japanese language education in Serbia）は、セルビアの国内において日本語の母語話者でない学習者に対して日本語を教えることである。

## 沿革
1975年にベオグラード大学言語学部東洋言語学科で、選択科目として日本語教育が始まった。これはスロバキアのコメンスキー大学に先駆けること10年で、中東欧の日本語教育としては最も古い歴史を誇る。

## 機関
- ベオグラード大学
- メガトレンド大学 (Megatrend University)
- アルファBK大学 (Алфа БК универзитет / Alfa BK univerzitet)　※旧・ブラチャ・カリッチ大学 (Braća Karić University)
- ベオグラード語学専門高等学校
- ノビ・サド日本友好協会 (Хуманитарна организација Јапанско друштво / Humanitarna organizacija Japansko društvo; Humanitarian Association Japan Society)

## 統計

### 学習者数
国際交流基金による2009年の海外日本語教育機関調査の結果では、セルビアでは512人の学習者が機関で日本語を学んでいる。この調査は機関を対象にしたものなので独習者は含まれていないが、lang-8.com/ では211名がセルビア語を母語、日本語を学習言語として登録している。この数字は同サイトのモンゴル人日本語学習者数(196）よりも多いが、基金の機関調査ではモンゴルは11604人の日本語学習者が学校で学んでいることを考慮すると、はるかに多くの日本語学習ニーズが潜在的に存在している可能性がある。

### 教師数
国際交流基金による2009年の海外日本語教育機関調査の結果では、セルビアでは17人の教師が日本語を教えている。

### 機関数
国際交流基金による2009年の海外日本語教育機関調査の結果では、5つの機関で日本語が教えられている。

## その他
特色的な授業としては、ベオグラード大学の高橋亘による日本語多読の試みが2010年より始まっている。